# Stolen Recordings
Stolen Recordings is een onafhankelijk platenlabel dat is gevestigd in de Britse hoofdstad Londen. Het label is actief op het gebied van de indie-muziek.
De artiesten die door Stolen Recordings worden vertegenwoordigd, zijn:
- Artefacts For Space Travel
- Candy
- Hot Silk Pockets
- Let's Wrestle
- Mathew Sawyer And The Ghosts
- My Sad Captains
- Bo Ningen
- Pete & The Pirates
- Screaming Tea Party
- Tap Tap